# John Smith (rameur canadien)
Pour les articles homonymes, voir John Smith et Smith.
John Smith, né le 3 mars 1899 à Cambray (Ontario), est un rameur d'aviron canadien. Il est mort le 29 septembre 1973 à Scarborough (Ontario).

## Palmarès

### Jeux olympiques
- 1924 à Paris,  France
  -  Médaille d'argent en huit